# Sankt Jodok (Tännesberg)

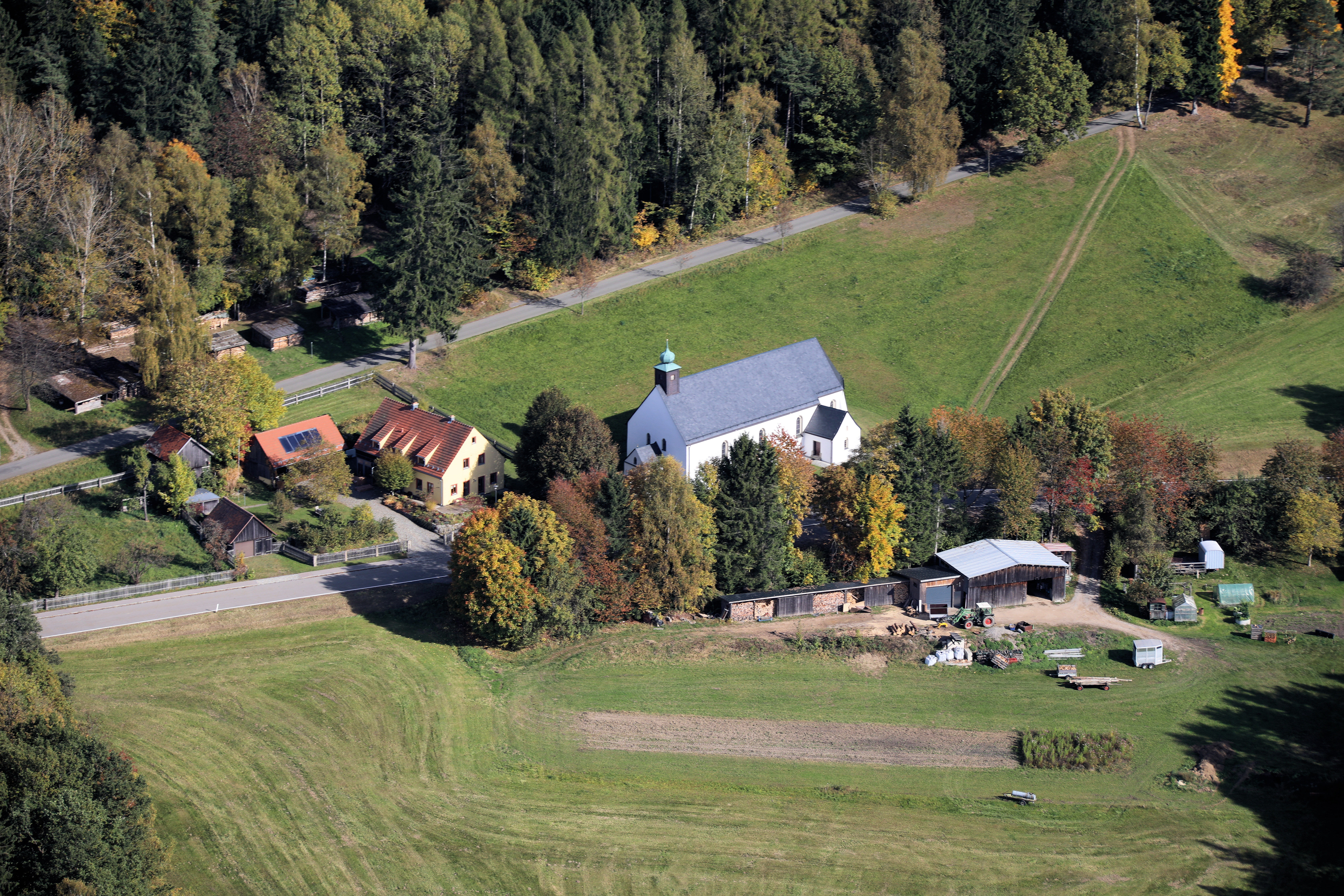
Sankt Jodok (2021)

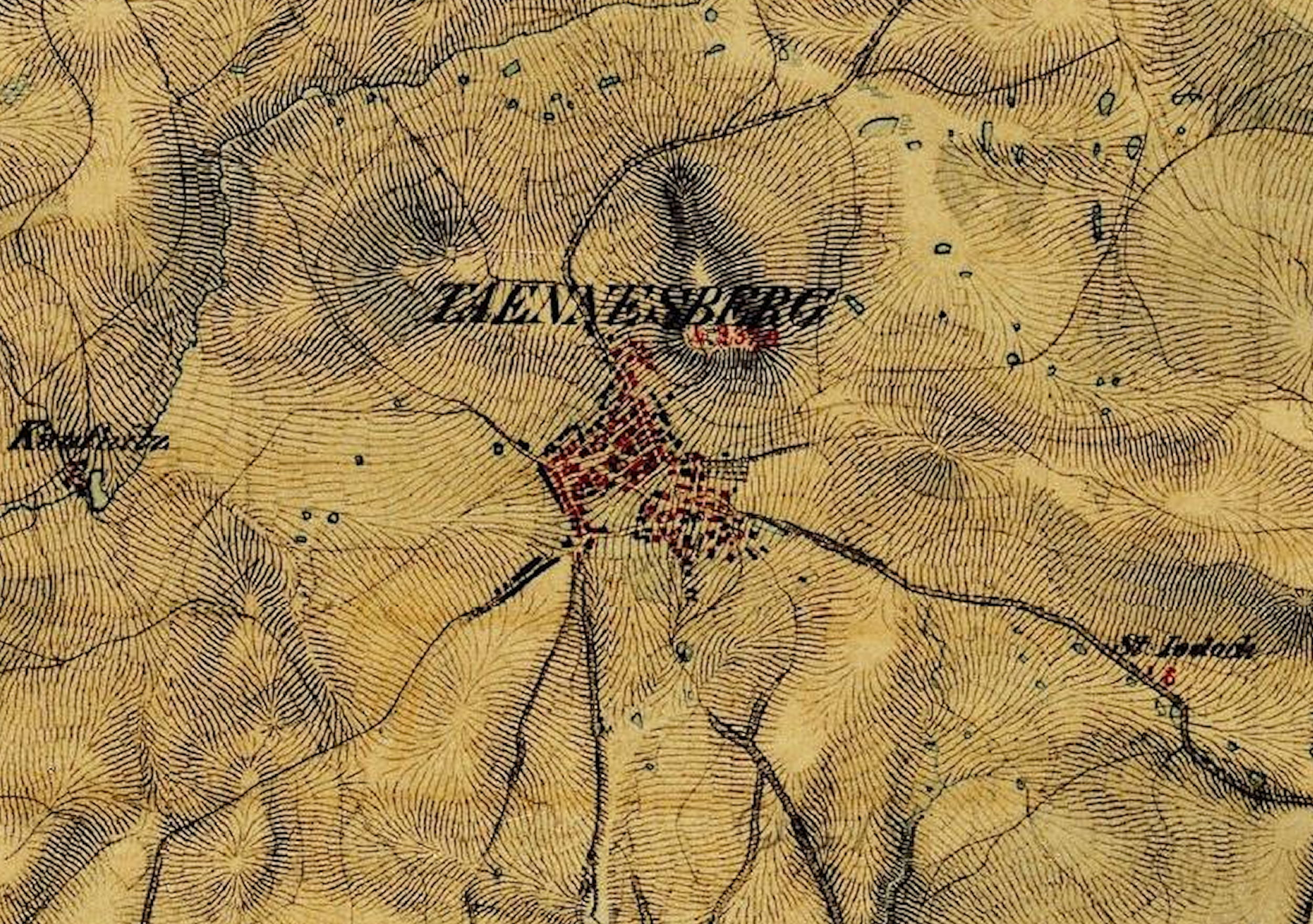
Karte um 1800

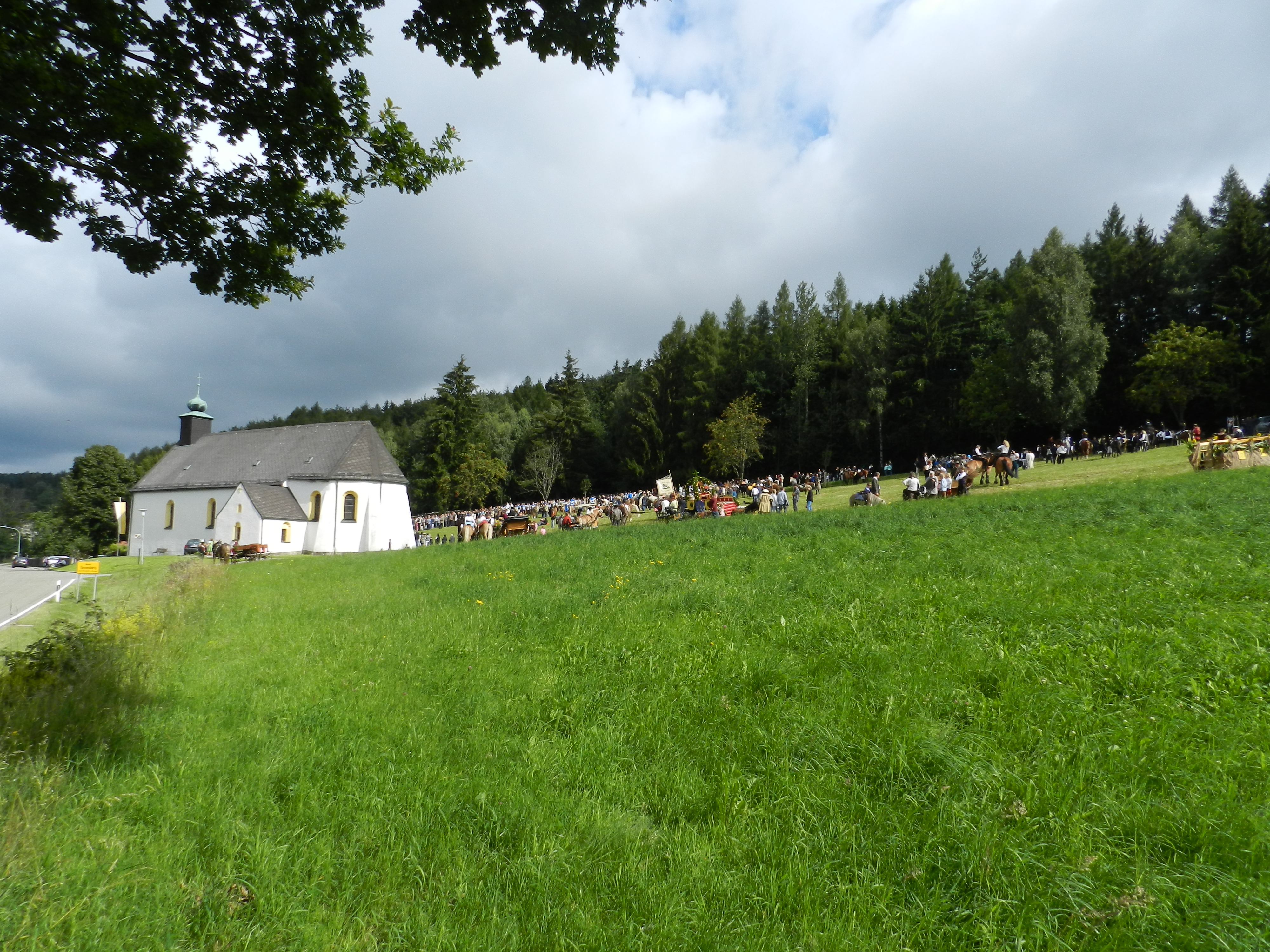
St.-Jodok-Ritt in Tännesberg (2011)

Sankt Jodok ist ein Gemeindeteil von Tännesberg im oberpfälzischen Landkreis Neustadt an der Waldnaab.
Die frühere Einöde Sankt Jodok mit der Wallfahrtskirche St. Jodok liegt zwischen der Kreisstraße NEW 39 im Süden und der Wildsteiner Straße im Norden. Sankt Jodok grenzt heute an die im Westen anschließende Bebauung des Hauptortes der Gemeinde Tännesberg. Bei der jüngsten Volkszählung im Jahr 1987 wurden die Daten für Sankt Jodok nicht getrennt, sondern gemeinsam mit dem Hauptort erhoben.

## Bevölkerungsentwicklung
| Jahr      | 1871 | 1925 | 1950 | 1970 | 1987 |
| Einwohner | 7    | 5    | 8    | 8    | -    |

## Gotteshaus und St.-Jodok-Ritt
Die St.-Jodok-Kirche ist jährlich im Juli das Ziel des Jodok-Rittes, einer Prozession zu Pferde. Gegenwärtig findet das kirchliche Ereignis in Verbindung mit einem weltlichen Fest statt.